# Ceret Esportiu
El Ceret Esportiu, en francès Céret sportif, és un club de rugbi a XV amb seu a Ceret, a la comarca del Vallespir, de la Catalunya del Nord, fundat el 1915. La temporada 2023-2024 juga a la categoria Fédérale 1.
Hi ha hagut diversos clubs a Ceret entre ells:
- COC - Club olympique Céret
- RCC - Racing club cérétan
- USC - Union sportive cérétane
- SCOC - Sporting club olympique cérétan
- CS - Céret sportif
- JSC - Jeunesse sportive cérétane

El club actual data de la fusió entre el Ceret Esportiu i la Unió Esportiva Ceretana el febrer de 1941.
L'estadi Louis Fondecave es troba a l'avinguda d'Espagne, davant del Lycée Déodat de Séverac. Va ser tancat a principis de setembre de 2021 per les obres de remodelació de les tribunes i es va reobrir al públic l'octubre següent, un cop desmuntades les cobertes de les tribunes.

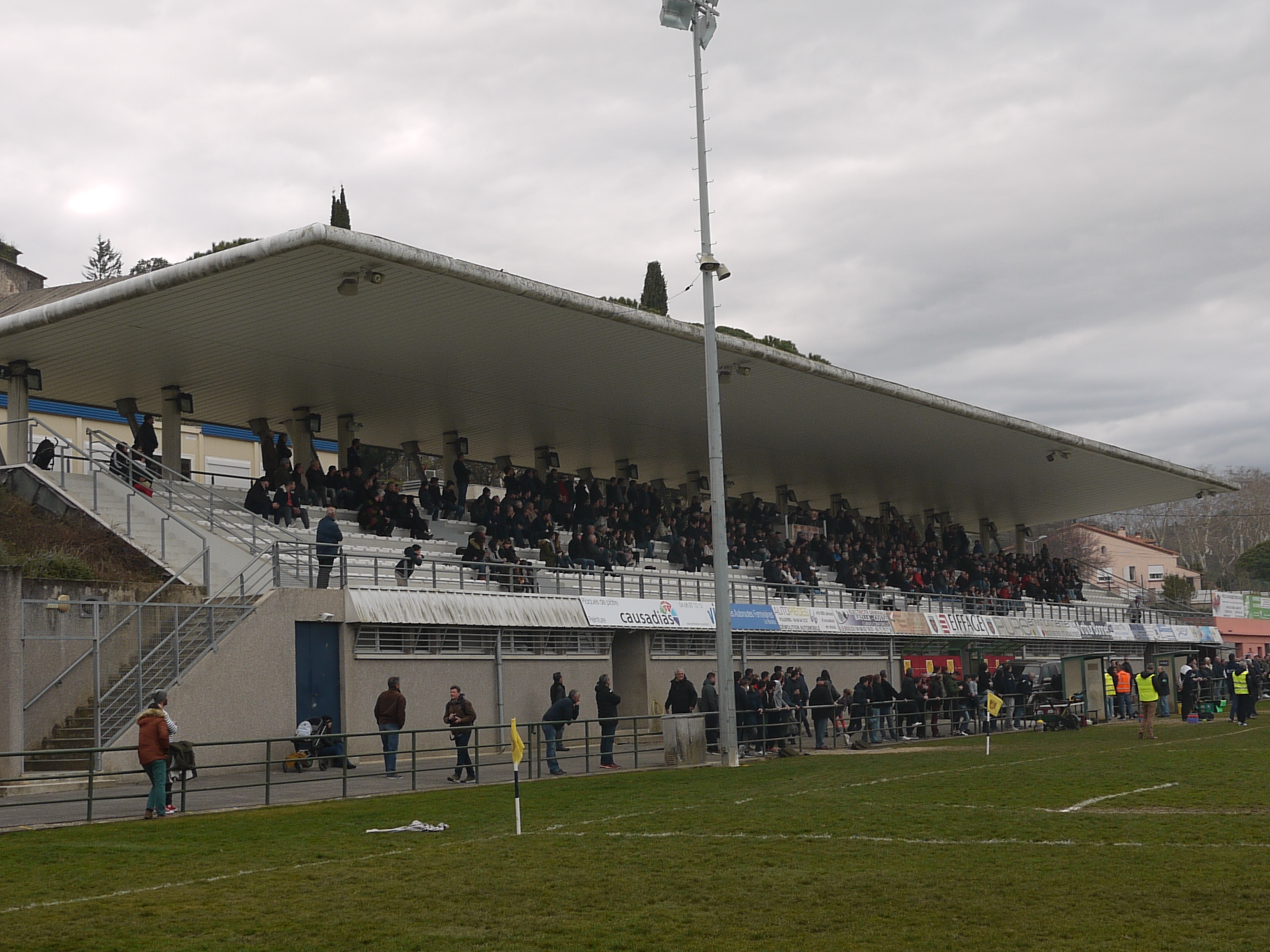
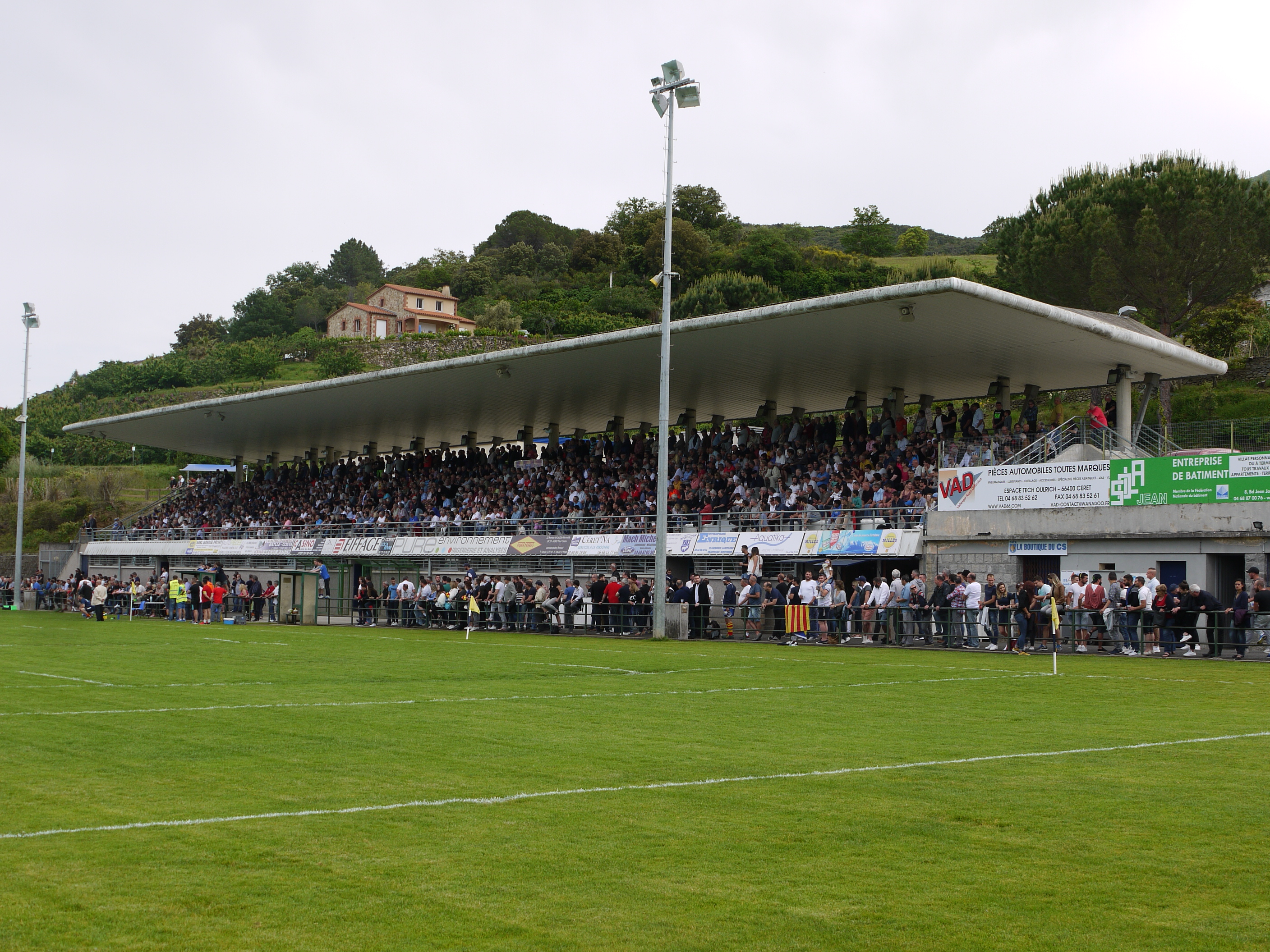
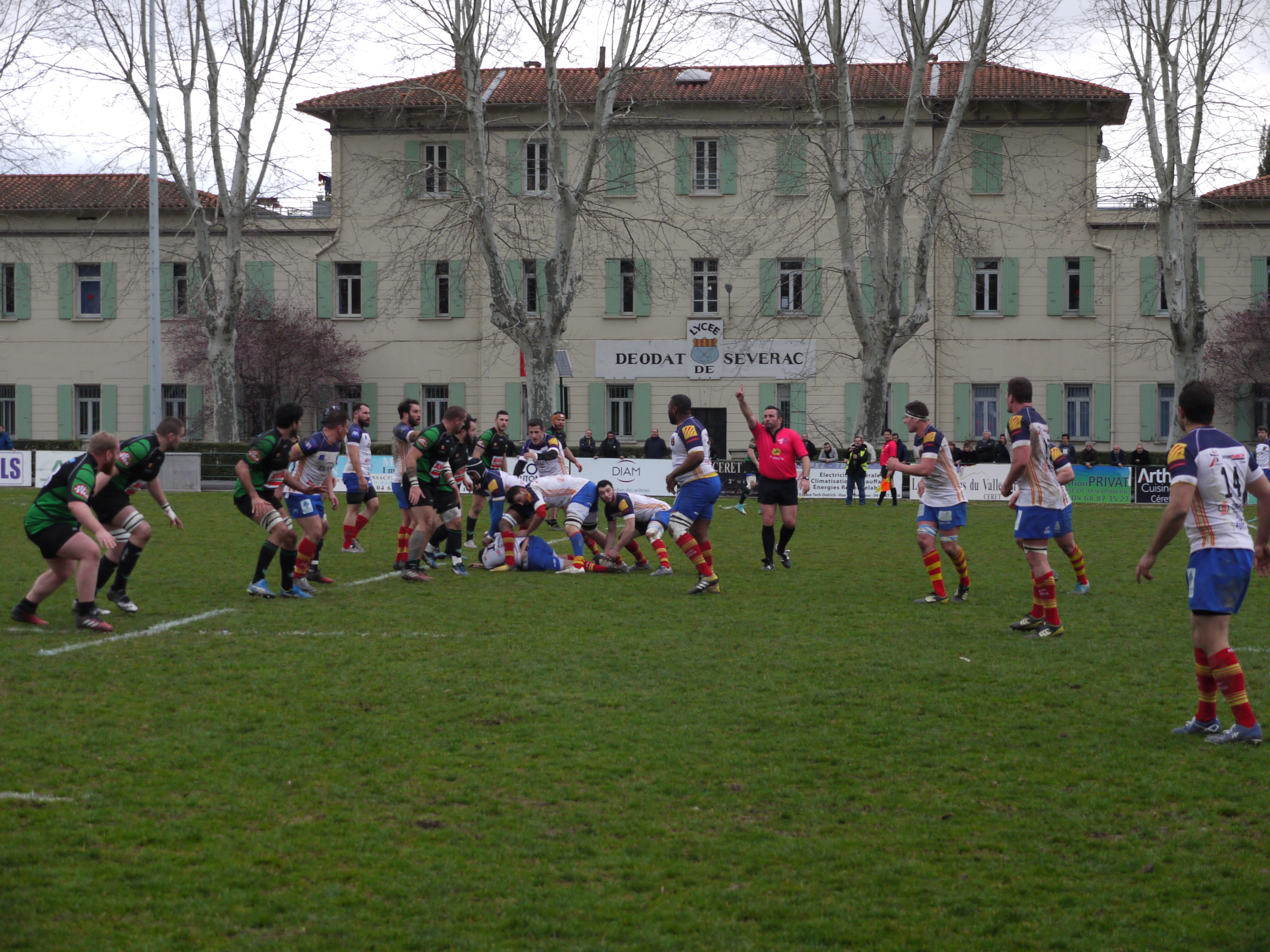
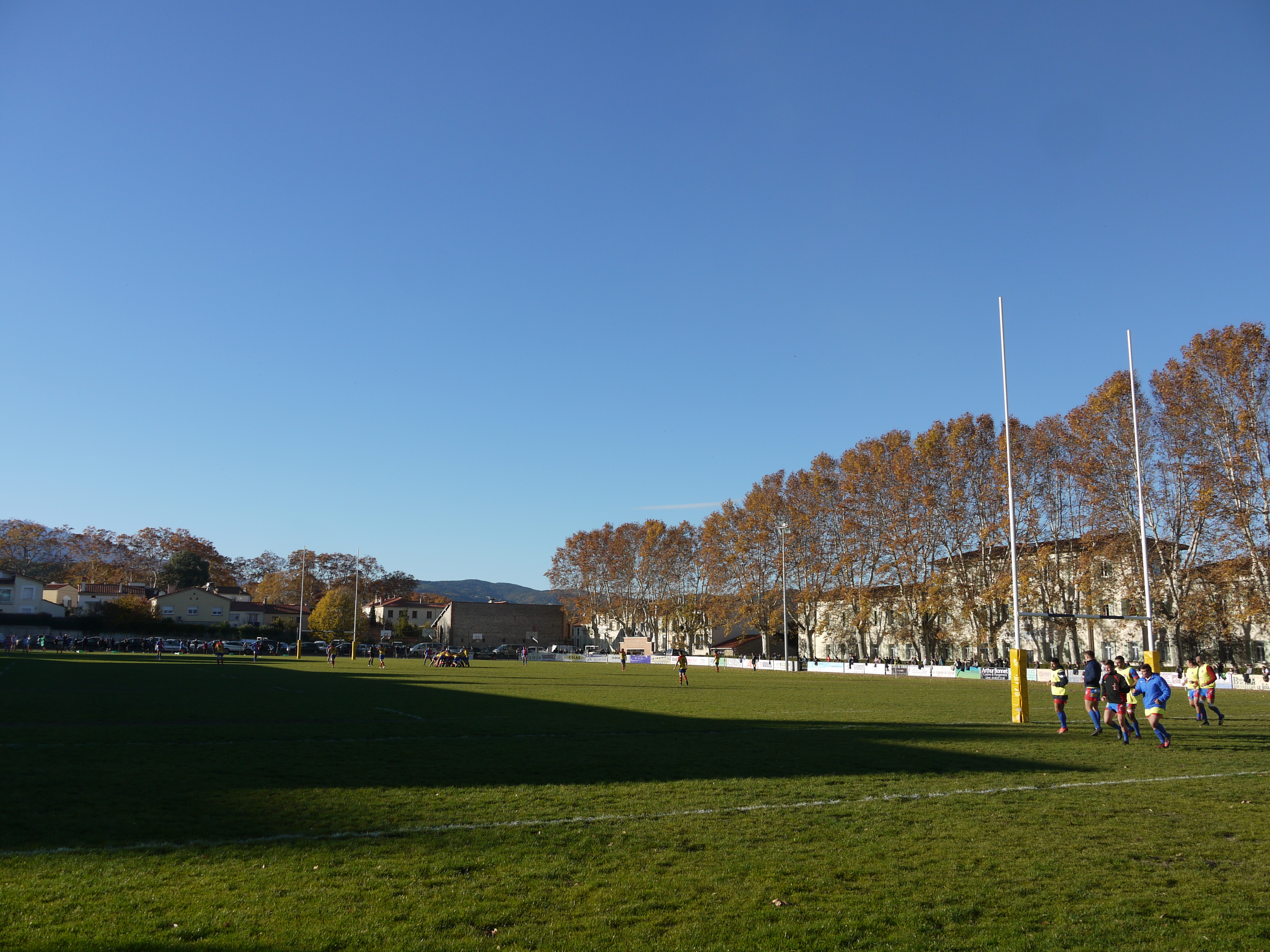

## Jugadors emblemàtics
- Thomas Aniès (2009-)
- Franck Azéma (2001-2002)
- Jean Balastegui
- Tony Cortes
- Franck Poncet
- Jordi Selva
- Guillaume Vilaceca (2005-2007)

## Galeria d'imatges

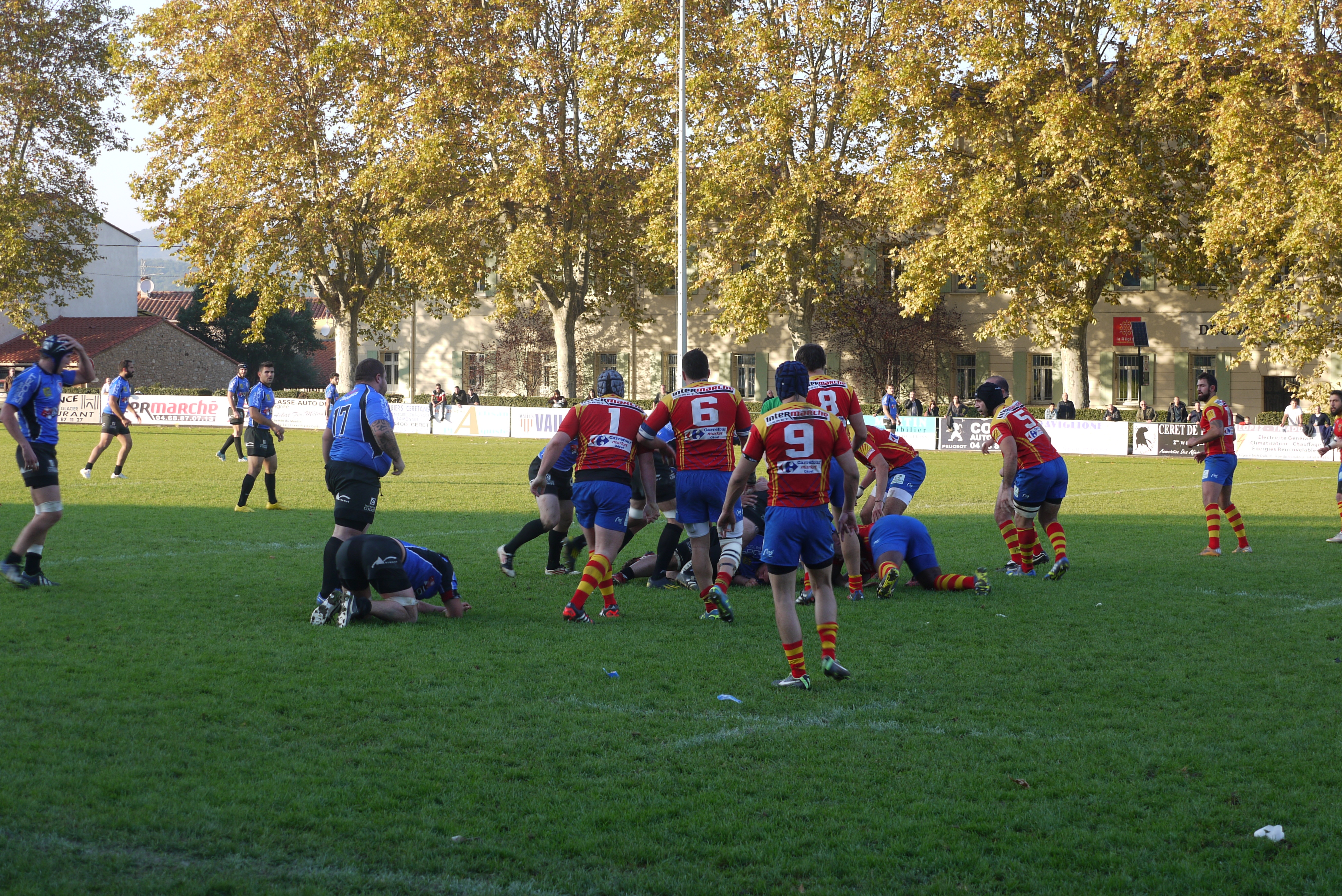
El Ceret Esportiu contra el SC Mazamet a l'estadi Louis-Fondecave de Ceret.
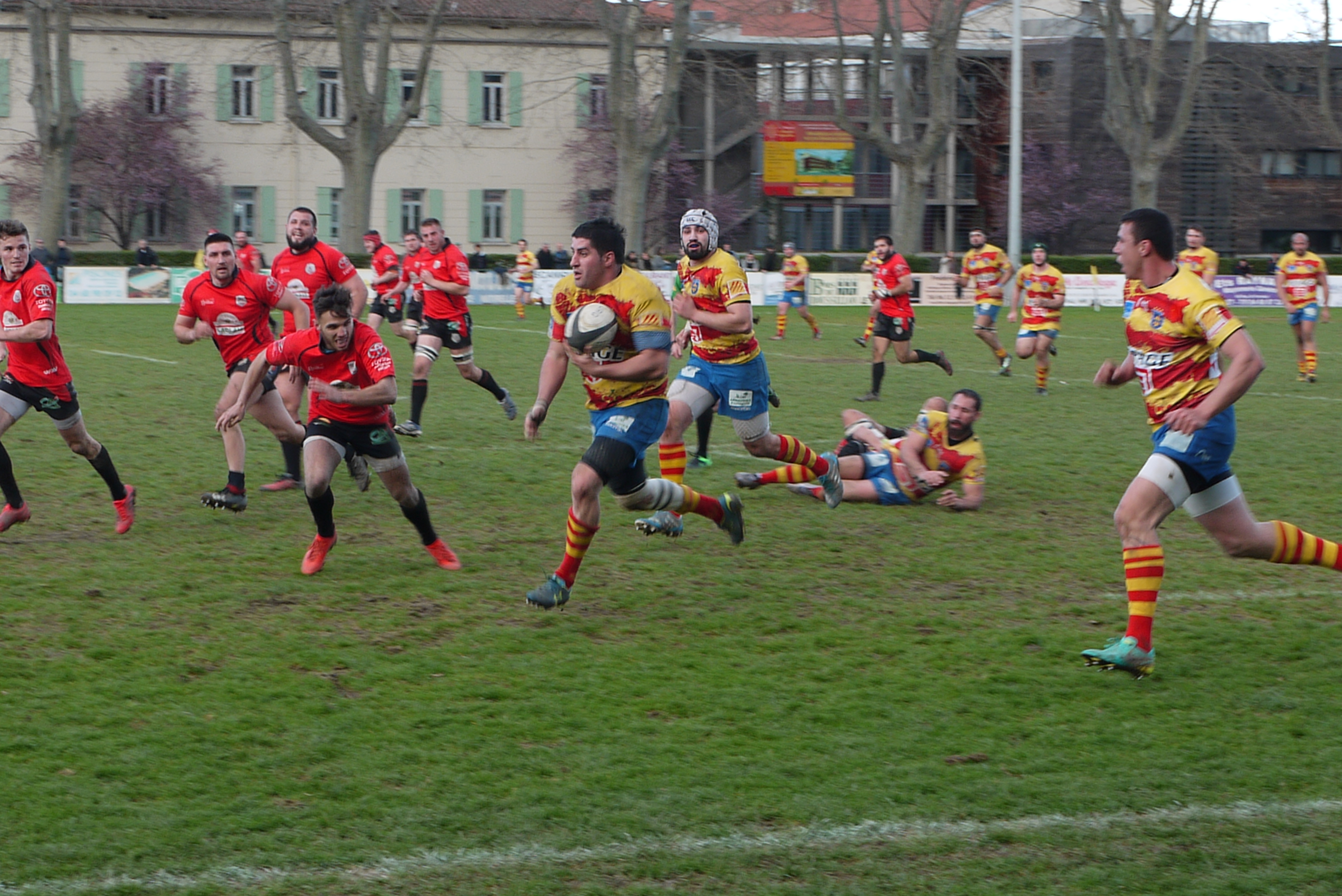
Contra la Union athlétique gaillacoise en 2017.
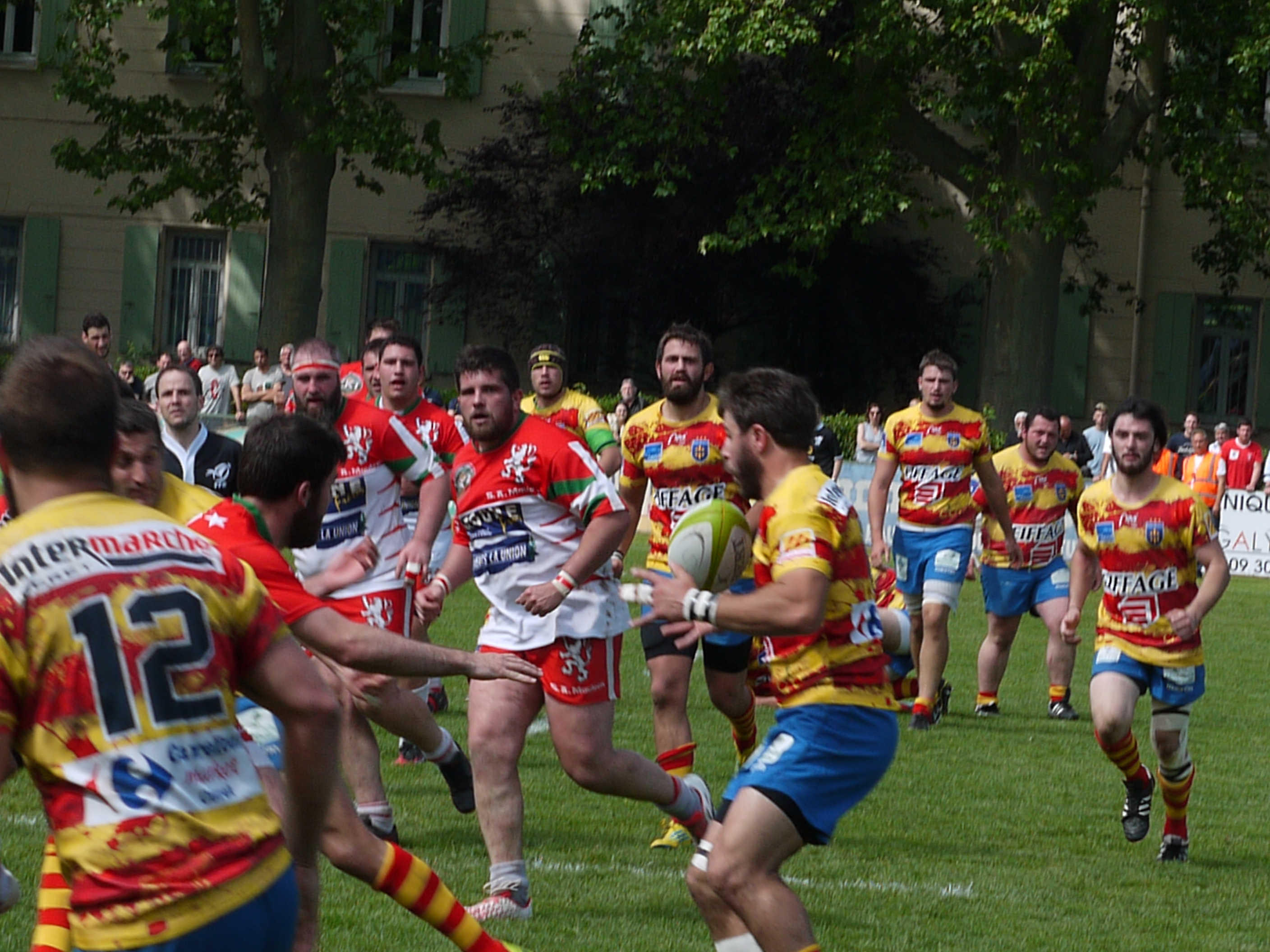
Contra la SA Mauléon en 2017.
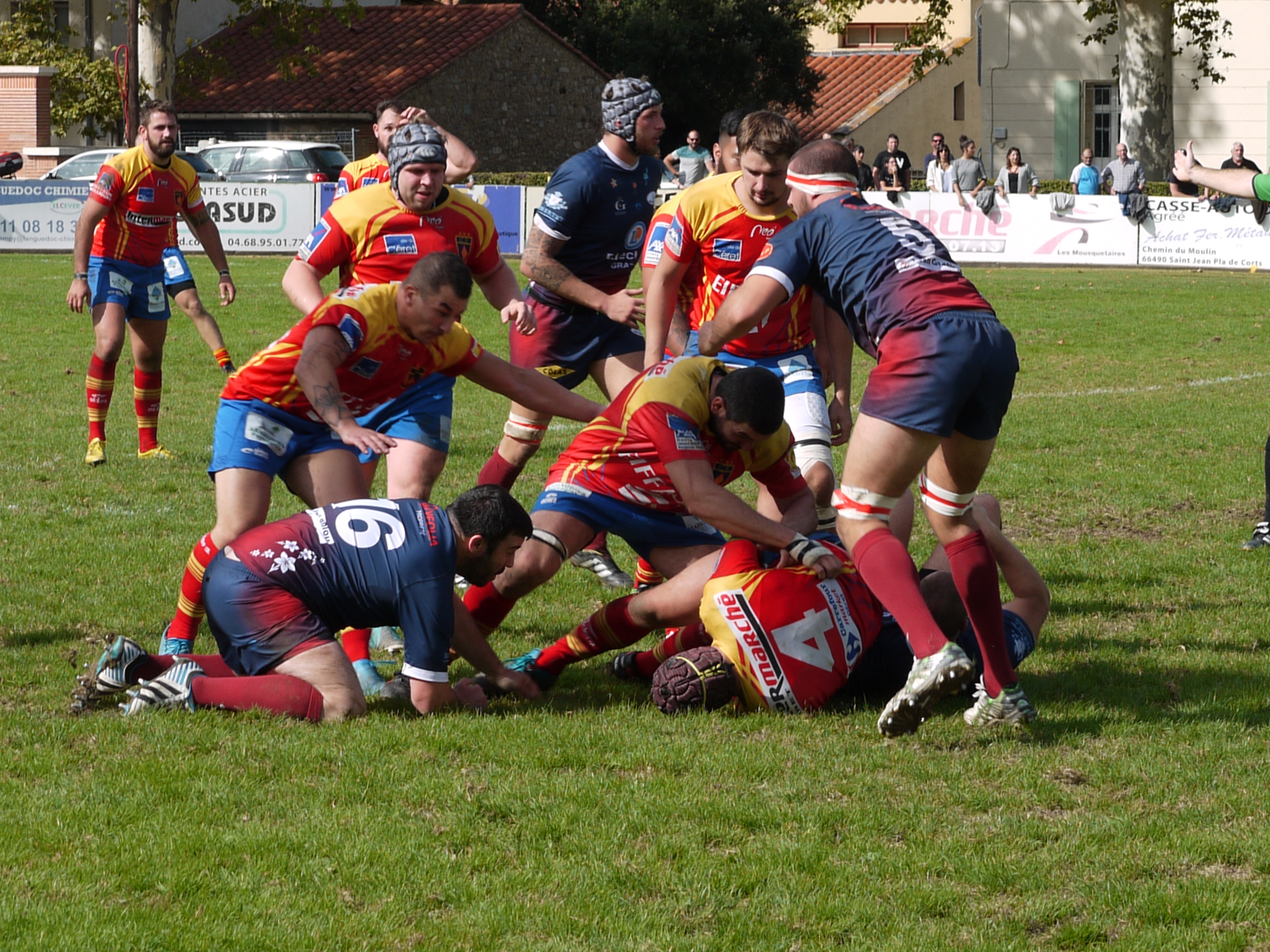
Contra la RO Grasse en 2017.
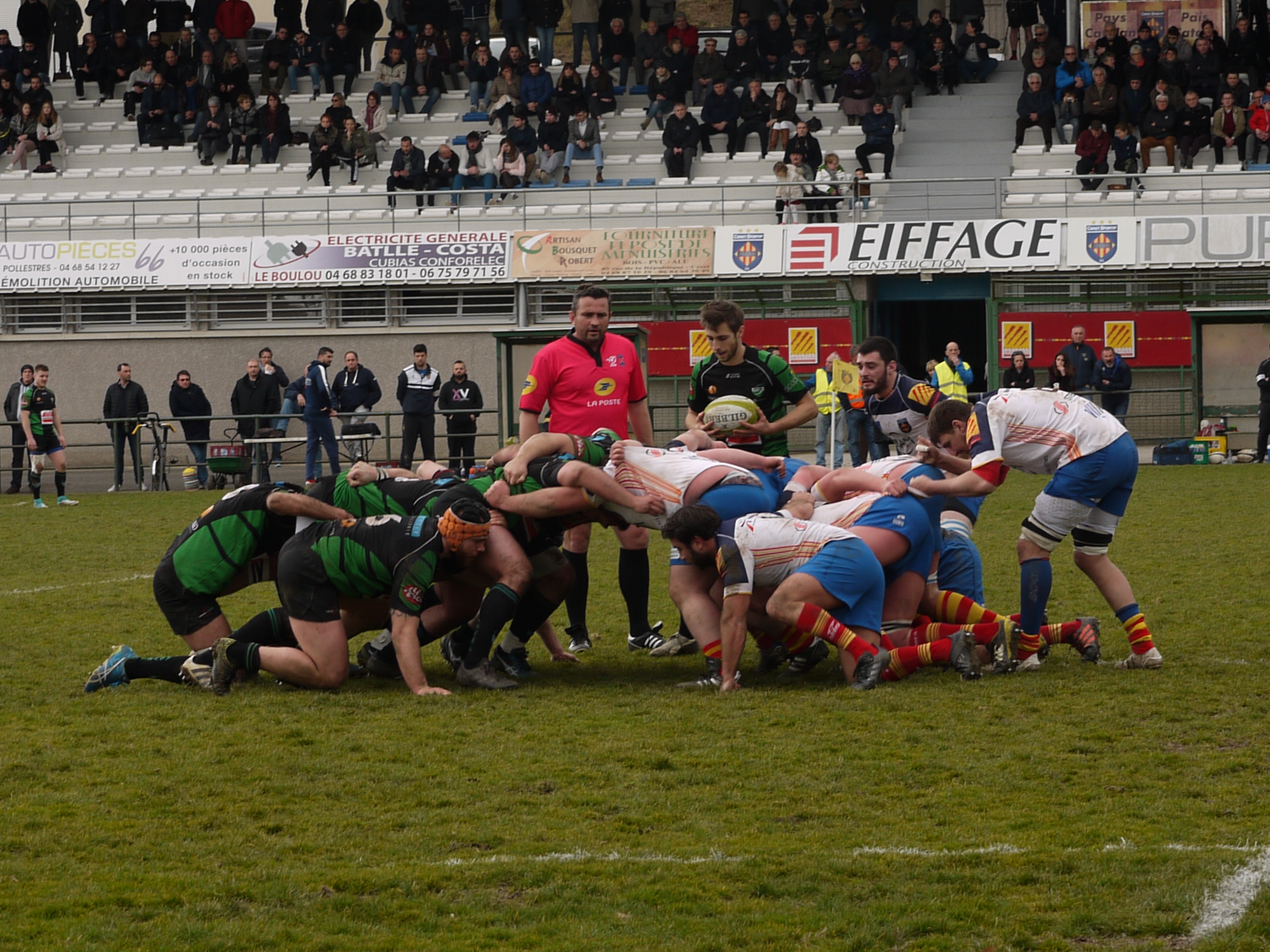
Contra Villeurbanne en 2018.
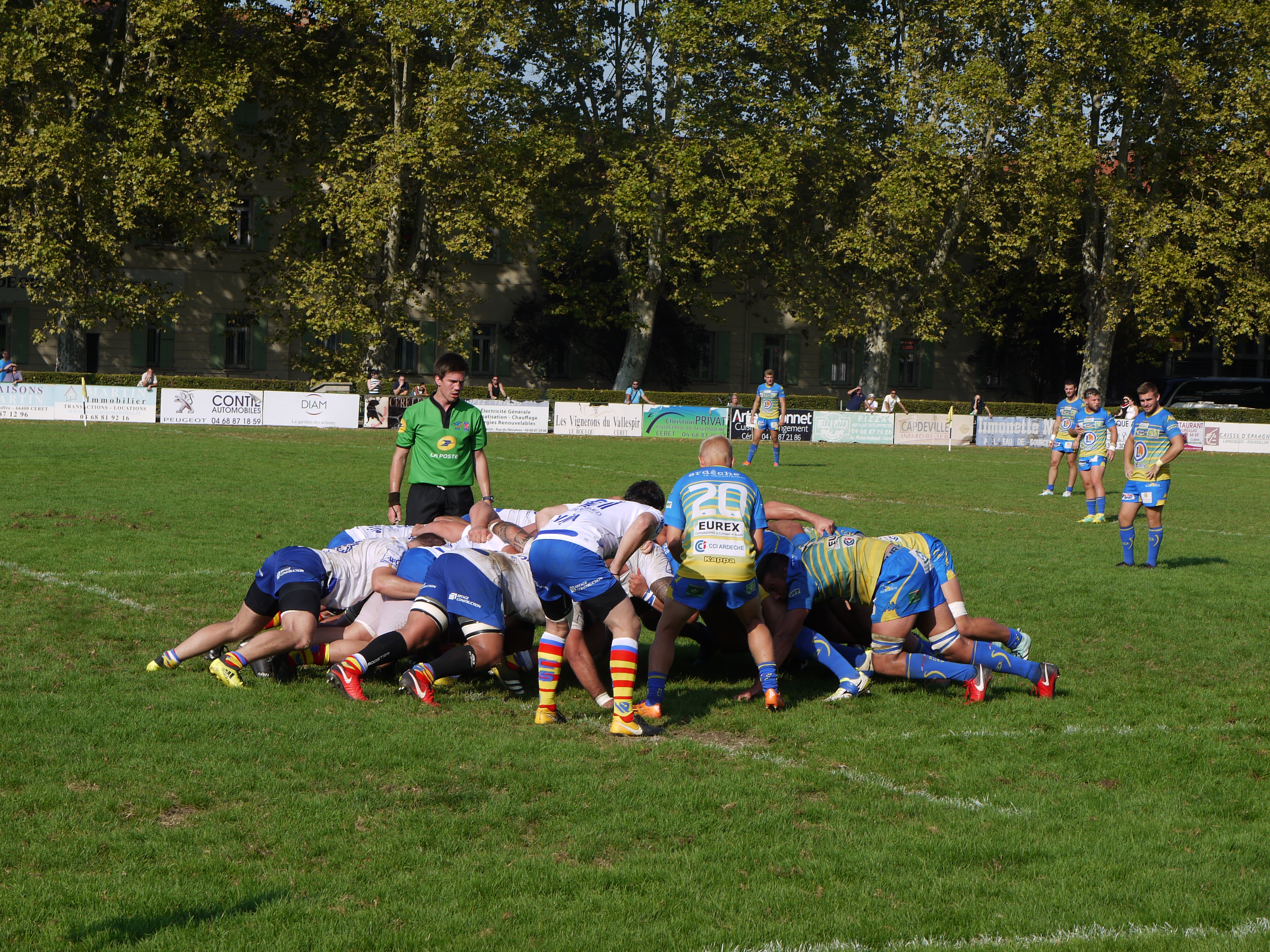
Contra Aubenas Vals en 2018.